# Rhaphuma grisescens
Rhaphuma grisescens là một loài bọ cánh cứng trong họ Cerambycidae.